# 利敵団体
大韓民国において利敵団体（りてきだんたい）とは、国家保安法に基づき、韓国の国家機関から「反国家団体の活動に同調し、これを称賛・鼓舞する利敵活動」を行っていると認定された団体を指す名称。反国家団体と違い、利敵団体と公的に認定された後も韓国内で活動を継続している場合がある。

## 定義と認定
具体的な定義は、大法院（韓国の最高裁判所）判決によって、国家保安法第7条第3項の規定にあてはまる団体とされている。反国家団体との違いは、国家保安法第2条が定める「政府を僭称したり国家を変乱すること」自体を団体の存立目的としていない点にある。
利敵団体か否かは、検察庁から国家保安法違反の嫌疑で起訴を受け、法院（大抵は最高司法機関の大法院）から有罪判決を受けることで確定する。同法第7条第3項では利敵団体の構成・加入行為を処罰対象としているが、大法院は同法第1条第2項に基づいて法律の解釈・適用を必要最小限に抑えるよう求めている。そのため、反国家団体とは異なり、利敵団体に指定された後述の団体は指定後も韓国国内で団体活動を継続している。
| - （前略）。しかし、国家保安法第7条第3項に規定されたいわゆる「利敵団体」とは国家保安法第2条所定の反国家団体などの活動を称賛・鼓舞・宣伝またはこれに同調したり国家の変乱を宣伝・扇動する行為をすることをその目的に特定の多数の人によって結成された継続的で独自的な結合体を指すもので、これらの利敵団体を認定するときは国家保安法第1条で規定されている法の目的と類推解釈や拡大解釈を禁止する罪刑法定主義の基本精神に照らしてその構成要件を厳格に制限して解釈しなければならない。（後略）…。 |

## 利敵団体一覧
以下の一覧は、韓国2013年9月時点の状況をまとめたものである。

### 活動中の団体
- 民族自主平和統一中央会議：1990年指定
- 祖国統一汎民族連合（汎民連）海外本部：1994年指定
- 祖国統一汎民族連合（汎民連）南側本部：1997年指定
- 清州統一青年会：2011年指定
- 我ら民族連邦再統一推進会議（連邦統推）：2012年指定

### 消滅した団体
- 祖国統一汎民族青年学生連合（汎青学連）：1993年指定
- 南韓プロレタリア階級闘争同盟準備会：1996年指定
- 社会民主主義青年同盟：1996年指定
- 労働者政治活動センター：1997年指定
- 韓国大学総学生会連合（韓総連）：1998年指定
- 嶺南委員会：1999年指定
- 韓国青年団体協議会（韓青）：2009年指定
- 南北共同宣言実践連帯（実践連帯）：2010年指定